# Miklósfalva
Miklósfalva (románul: Nicolești) falu Romániában, Hargita megyében.

## Fekvése
Székelyudvarhelytől 9 kilométerre dél-délnyugati irányban, a Hodos- és a Szőke-patak összefolyásánál fekszik. A falu részei Alszeg (Ocfalva felé eső rész), Felszeg (Ábránfalva felé), Kányádszeg (Kányád felé).

## Története
Első okleveles említése 1332-ben történik, az 1809. évi insurrectionalis összeírás szerint 20 család lakta. 1910-ben 285, 1941-ben 312, 1992-ben 199 lakosa volt. A trianoni békeszerződésig Udvarhely vármegye Udvarhelyi járásához tartozott. A második bécsi döntés utáni négy évben újra Magyarországhoz tartozott. A lakosság teljes egészében magyar nemzetiségű, túlnyomórészt református vallású. Temploma 1882-ben épült, előtte áll a falu két világháborús hőseinek emlékoszlopa, illetve az ezredfordulón felavatott millenniumi emlékkő.

## Itt születtek, itt éltek
- Biró Mózes lelkipásztor, orvos, 1902. szeptember 12-én.